# Зіркове літо
«Зіркове літо» — радянський художній фільм 1978 року, знятий режисером Левон Григорян на кіностудії «Вірменфільм».

## Сюжет
До Вірменії з Парижа приїхав хлопчик — француз, син астрофізика. Його батько приїхав працювати до обсерваторії. Друзі піонерським табором беруться показати гостю краєвиди Єревана. Діти втікають із табору та приїжджають у місто. На їх пошуки вирушають фізрук та піонервожата. З дітьми та дорослими відбуваються забавні ситуації.

## У ролях
- Артур Варданян — Армен
- Альона Єгорова — Надія
- Армен Мноян — Даніель
- Леонард Саркісов — Аршак
- Армен Айвазян — Вартан
- Каріна Саркісян — Анаїт
- Левон Шарафян — Сурен
- Мігран Кечоглян — Моріс
- Карен Манучарян — Карен
- Ашот Мелконян — Араїк
- Анаїда Кешкекян — Гаяне
- Аліса Баталова — Нуне
- Мікаел Ананян — «Гриб»
- Артуш Гедакян — тракторист
- Грач'я Костанян — Ішхан
- Азат Шеренц — Макбет, кухар
- Хачик Назаретян — водій
- Жирайр Карапетян — батько аспіранта
- Олена Оганесян — дружина водія
- О. Овсепян — епізод
- Верджалуйс Міріджанян — мати аспіранта
- А. Ватікян — епізод
- Вруйр Арутюнян — епізод
- Ромік Погосян — епізод

## Знімальна група
- Режисер — Левон Григорян
- Сценарист — Едуард Акопов
- Оператори — Іван Дільдарян, Мартин Шахбазян
- Композитор — Алла Пугачова
- Художник — Микита Гізгізян